# Sławomir Chrzanowski (kolarz)
Sławomir Chrzanowski (ur. 24 stycznia 1969 w Dzierżoniowie) – polski kolarz szosowy, olimpijczyk. 
Wychowanek KKS Sobótka. Startował w igrzyskach olimpijskich w 1996 w Atlancie, gdzie zajął 50. miejsce w wyścigu ze startu wspólnego. Czterokrotnie startował w Wyścigu Pokoju: w 1996 (wygrał klasyfikację najaktywniejszych, a w klasyfikacji generalnej by 65.), 1998 (nie ukończył), 2002 i 2003. Był mistrzem Polski w wyścigu górskim w 1999. W 1996 wygrał Wyścig Szlakiem Grodów Piastowskich. Wygrał poza tym 2 etapy w Tour de Pologne, 4 w Wyścigu Solidarności i Olimpijczyków oraz 2 w wyścigu dookoła Słowacji 1999. 27.09.2012 roku Rada Miejska w Sobótce nadała mu tytuł Honorowego Obywatela miasta Sobótki.